# Ariane 6
Ariane 6 és un vehicle de llançament de l'Agència Espacial Europea (ESA). El disseny final va ser seleccionat en la reunió de l'ESA a nivell ministerial al desembre de 2014, afavorint un disseny de coet de combustible líquid amb coets acceleradors sòlids sobre el disseny inicial de combustible sòlid. Els requisits del projecte inclouen el desenvolupament d'un vehicle de llançament capaç d'aixecar 6,5 tones a l'òrbita de transferència geoestacionària per 70 milions d'euros a nou llançaments per any.
El vol inaugural de l'Ariane 6 fou llençat el 9 de juliol de 2024 com a prova de vol que portava un simulador de masses i sis nanosatèl·lits, entre ells el 3Cat-4, dissenyat i guiat per la Universitat Politècnica de Catalunya que entre altres funcions mesurarà diversos fenòmens meteorològics i climàtics des de l'espai. El coet es va llançar amb èxit a l'òrbita i l'etapa superior va realitzar una segona cremada per alliberar cubesats. Durant l'intent de realitzar una tercera cremada per desorbitar l'etapa superior, el sistema de propulsió auxiliar del coet va fallar impedint la darrera etapa.

## Descripció
S'estan desenvolupament dues variants de l'Ariane 6:
- Ariane 64, amb 4 acceleradors P120, tindrà un pes a l'envol d'unes 860 tones.[6] Està dissenyat per llançaments comercials de 2 satèl·lits[7] amb un pes total de fins a 11.500 kg fins a òrbita geoestacionària (GTO)[8]:33 i de 21.500 kg fins a òrbita terrestre baixa (LEO).[8]:46

- Ariane 62, amb 2 acceleradors P120, tindrà un pes a l'envol d'unes 530 tones. Està dissenyat per llançaments de missions governamentals o científiques.[7] Amb capacitat de posar en òrbita GTO fins a 5.000 kg[8]:33 o 10.350 kg en òrbita LEO.[8]:45

### Etapa principal
La primera etapa de l'Ariane 6 s'anomena Lower Liquid Propulsion Module (LLPM) o Mòdul de Propulsió Líquida Inferior. Té un diàmetre total de 5,4 m i conté unes 140 tones de combustible i comburent. És propulsat per un sol motor coet Vulcain 2.1, que crema hidrogen líquid (LH₂) amb oxigen líquid (LOX). Aquest motor coet és una versió actualitzada del Vulcain 2 utilitzat en l'Ariane 5 però amb un cost de producció menor.

## Crítiques
El programa Ariane 6 ha rebut crítiques importants pel seu cost per llançament i la seva manca de reutilització. Quan l'Agència Espacial Europea (ESA) va aprovar el programa el 2012, el programa pretenia produir un successor modernitzat de l'Ariane 5 amb un enfocament en l'optimització de costos. Tanmateix, al llarg del seu desenvolupament de més d'una dècada, el projecte va experimentar retards i sobrecostos. Inicialment esperat que fos un 50% més barat que el seu predecessor, l'Ariane 6 ara té uns preus de llançament projectats que superen els 100 milions d'euros per missió, per sobre de les estimacions originals de 70 milions d'euros per a l'A62 i 90 milions d'euros per a l'A64. El cost per llançament ha limitat l'atractiu del coet per a clients comercials fora d'Europa.
Una crítica important a l'Ariane 6 prové de la seva dependència de la tecnologia d'un sol ús en un moment en què els competidors han demostrat els avantatges econòmics de la reutilització. Per exemple, SpaceX va desenvolupar iterativament el seu coet Falcon 9, gairebé duplicant la seva capacitat de càrrega útil i fent-lo parcialment reutilitzable, reduint els costos de llançament de l'empresa. Alguns experts de la indústria van argumentar que la decisió de renunciar a la reutilització va fer que l'Ariane 6 "ja quedés obsolet" abans que entrés en servei.
Els funcionaris europeus, però, han defensat l'Ariane 6, al·legant la necessitat estratègica d'un accés independent a l'espai. Assenyalen disrupcions geopolítiques, com ara la pèrdua d'accés als coets russos Soiuz-ST, com a prova de la necessitat d'una capacitat europea autosuficient. Els funcionaris també han justificat la manca de reutilització del coet argumentant que el nombre relativament baix de llançaments previstos faria que aquesta característica fos econòmicament inviable.
Per donar suport al programa, els estats membres de l'ESA han acordat subvencionar l'Ariane 6 amb fins a 340 milions d'euros anuals des del seu 16è fins al 42è vol, que es preveu que tingui lloc el 2031. A canvi, els governs rebran un descompte de l'11% en els llançaments.